# Aethomyias
Aethomyias är ett fågelsläkte i familjen taggnäbbar inom ordningen tättingar. Släktet omfattar fem arter:
- Ljusnäbbad busksmyg (A. spilodera)
- Kastanjebusksmyg (A. nigrorufus)
- Vogelkopbusksmyg (A. rufescens)
- Rostmaskad busksmyg (A. perspicillatus)
- Grågrön busksmyg (A. arfakianus)
- Papuabusksmyg (A. papuensis)

Kastanjebusksmygen placerades tidigare i Crateroscelis och övriga i Sericornis, men har förts samman till ett eget släkte efter genetiska studier.